# Мем д’Аво, Жан Антуан де
Жан Антуа́н де Мем, граф д’Аво́ (фр. Jean-Antoine de Mesmes, comte d'Avaux; 18 ноября 1661 год, Париж — 23 августа 1723 года) — французский президент парламента (высшего суда), член Французской академии.

## Биография и карьера
Сын академика Жан-Жака де Мема (1640-1688).
В звании президента парламента поддерживал партию герцога Мэнского, а после смерти Людовика XIV был против регентства герцога орлеанского. 
Значителен в истории тем противодействием, которое он, вместе со своим парламентом, оказывал системе Ло, и за которое парижский парламент был изгнан в Понтуаз (1720).